# Myopie
 Mise en garde médicale

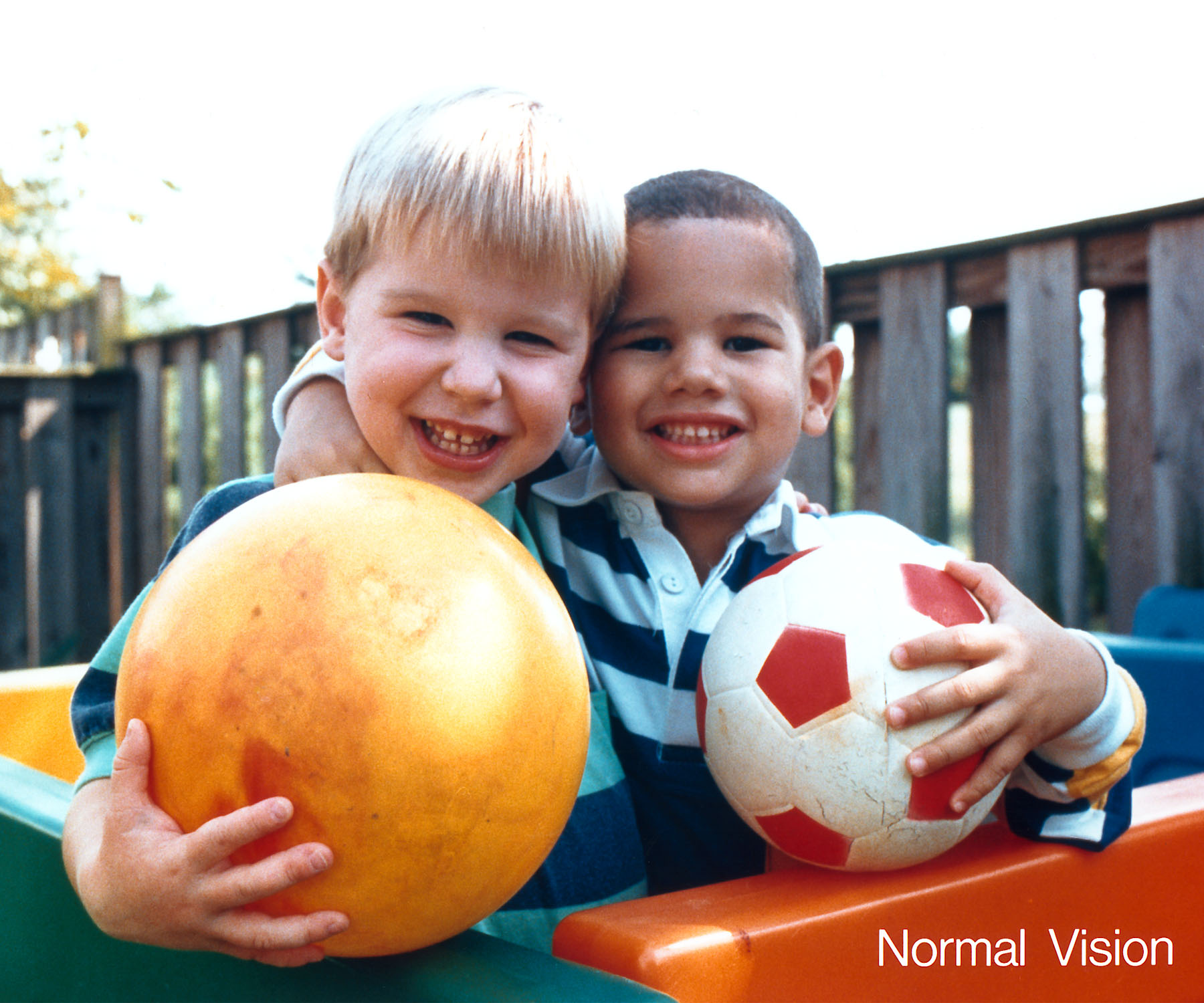
Vision normale

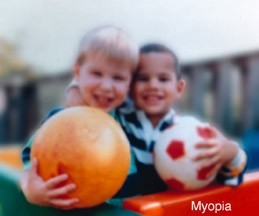
La même scène vue par un myope

Une myopie (mot d'origine grecque : μυωπία / muōpía, qui signifie « à courte vue ») est un trouble de la vision dont le symptôme principal pour le sujet est de voir flou au loin. L'image d'un point devient alors une tache plus ou moins diffuse sur la rétine. Pour l'individu atteint de myopie, la perception d'objets éloignés se brouille, le contour des formes et silhouettes n'est pas net et se fait vaporeux, exactement comme lorsqu'on regarde sous l'eau sans masque ni lunettes de natation. Plus l'objet est éloigné, plus le flou (pondéré par la valeur de la myopie) est important. En somme, le myope voit moins bien de loin que de près. Ceci peut être corrigé par des lunettes, des lentilles de contact ou par chirurgie réfractive.
On distingue notamment deux principaux types de myopie :
- myopies d'indice (de puissance). Celles-ci sont liées à une augmentation de l’indice de réfraction du cristallin à cause d'une cataracte. Les rayons se focalisent avant la rétine ;
- myopies axiles : la focalisation de rayons provenant de l'infini se fait avant la rétine, avec trois paramètres :
  - la courbure de la surface antérieure de la cornée est prononcée[1],
  - la courbure/puissance du cristallin trop prononcée et surtout inadéquate[2],[1],
  - la trop grande longueur de l'œil (cas le plus populairement relayé mais minoritaire et ne concernant que les myopies les plus fortes).

Il existe des critères supplémentaires de discrimination des myopies :
- la source : pathologique (morbidité) ou physiologique (hérédité, environnement) ;
- l'âge de survenue : infantile (sujets de moins de vingt ans), adulte précoce (sujets entre 20 et 40 ans), adulte tardive (sujet de plus de 40 ans) ;
- enfin, la sévérité qui, bien qu'il s'agisse de la même gêne à différents degrés, semble impliquer des causes et des mécanismes différents[3] qui peuvent avoir des répercussions collatérales.

## Optique de l'œil myope
La première étape du processus de la vision a pour but de créer une image rétinienne optique des objets environnants. Un objet sera d'autant mieux défini que la propagation de ses rayons lumineux aboutit à une image proche de la rétine. Dans l'emmétropie, c'est-à-dire en l'absence de trouble de la réfraction, l'image coïncidera avec le plan rétinien.
Dans la myopie, la focalisation d'un objet situé à l'« infini » se fait en avant de la rétine. L'image qui impressionnera la rétine sera donc plus étalée et plus floue.
Alors qu'il devrait être à l'infini (plus de 5 mètres en pratique), le punctum remotum (le point le plus éloigné encore vu net) est entre le nez (« myope comme une taupe ») et 5 mètres, selon le degré de myopie.
La détermination de la distance du punctum remotum donne d'ailleurs le degré de myopie : le degré de myopie est l'inverse de la distance algébrique séparant l'œil du punctum remotum exprimée en mètre, on l'appelle la réfraction axiale principale. Celle-ci est négative pour un œil myope. Exemple, si le point le plus éloigné encore vu net est à -10 cm (10 cm devant l'œil), donc -0,1 m, la myopie est de -10 dioptries, s'il est à -2 mètres la myopie est de -0,5 dioptrie.
Le défaut de focalisation de l'image dans la myopie résulte d'une inadéquation entre la longueur de l'œil, la puissance dioptrique et sa répartition :
- pour les myopies sévères à moyennes, l'œil est trop long (plus de 23 mm de long) et l'image se forme en avant de la rétine (c’est-à-dire là où la rétine devrait être si la taille de l'œil était normale) ;
- pour les myopies légères, c'est un excès de courbure de la cornée (ex. : kératocône) ou du cristallin (exemple : myopie transitoire du spasme ciliaire ou certaines formes de sclérites antérieures) ;
- quelquefois c'est une augmentation de l'indice de réfraction du cristallin, comme dans la myopie tardive et la cataracte nucléaire débutante. Le cristallin est la seule structure oculaire (et même corporelle) qui ne cesse de croître toute la vie à la manière des couches concentriques des troncs d'arbre qui indiquent leur âge. Cet accroissement de dioptres intra-cristallinien est habituellement neutralisé par une diminution concomitante de la courbure de la capsule cristallinienne (dioptre principal). Cet accroissement du cristallin est, par ailleurs, un facteur déterminant dans l'apparition, quasi physiologique, de la cataracte après 75-80 ans. Le cristallin étant dépourvu de vaisseaux son métabolisme se fera plus difficilement par la simple diffusion depuis l'humeur aqueuse. Le myope sévère ayant par nature un gros cristallin, la cataracte sera chez lui plus précoce.

Œil myope (en haut), œil myope corrigé par une lentille divergente (en bas).

Le plus souvent, la myopie a peu de conséquence sur la lecture. Cependant à partir de -5 dioptries, la lecture sans lunette ne peut se faire qu'à 20 cm « de loin » maximum, apportant un éventuel inconfort dû à la fatigue visuelle (travail et fatigue des muscles oculomoteurs) du fait que la distance à laquelle l'image est nette force un angle loin de l'idéal « infini » où nos yeux fixent une image avec des axes quasi-parallèles. La myopie est éventuellement associée à un astigmatisme selon le terrain, voire à une exophorie.
La myopie ne retarde pas la presbytie. Le contraire est d'ailleurs vrai chez les myopes non corrigés qui développent une atrophie du muscle ciliaire. Ce qui est vrai, c'est qu'une personne presbyte avec une myopie légère à moyenne peut, en retirant ses lunettes, se passer de correction de près ; au contraire de l'emmétrope devenant presbyte qui doit porter des lunettes pour la vision de près. À noter que le port de lentilles correctrices de la myopie peut s'accompagner d'un port de lunettes pour la vision de près. Dans le cas où l'acuité est inférieure à 1/10, il faut alors un type de verre avec une correction hybride. Il existe deux techniques pour apporter cette double correction pour la vision de loin et la vision de près :
- les verres à foyers multiples : il s'agit le plus souvent d'un verre pour la vision de loin sur lequel est retaillée une petite zone pour la vision de près qui ne se trouve pas dans l'axe habituel de la vision au loin. Cette technique apporte le plus grand confort car elle ne demande aucun temps d'adaptation, l'œil discriminant naturellement les différentes zones pour changer de correction en fonction de la distance que le porteur de lunettes souhaite regarder. Cependant la zone retaillée est clairement visible, ce que certaines personnes peuvent juger inesthétique ;
- les verres progressifs : il s'agit d'un changement graduel de correction entre la zone corrigeant la vision de loin, la zone intermédiaire neutre, et en bas la zone corrigeant la vision de près. L'apparence du verre est unie, comme s'il n'y avait qu'une seule correction appliquée sur le verre. Cette technique requiert cependant un temps d'adaptation par le porteur de lunettes, avec une période très perturbante qui amène à déconseiller la conduite ou toute activité intense le temps que la gêne disparaisse. Il arrive que certaines personnes ne parviennent pas à s'adapter aux verres progressifs.

Il existe une relation approximative entre les dioptries et l'acuité visuelle au loin du myope sans correction, on l'appelle la règle de Swaine, elle s'applique pour les myopies comprises entre −0,50 et −2,50 dioptries.
- - 0,50 d : 1/2 soit 5/10
- - 0,75 d : 1/3 soit 3/10
- - 1,00 d : 1/4
- - 1,25 d : 1/5 soit 2/10
- - 1,50 d : 1/6
- - 1,75 d : 1/7
- - 2,00 d : 1/8
- - 2,25 d : 1/9
- - 2,50 d : 1/10

## Correction
Pour obtenir une vision nette, l’image des objets lointains doit être reculée pour être focalisée sur la rétine. La correction de la myopie a donc pour but de modifier le trajet des rayons lumineux pour qu'ils convergent vers la rétine :
- par des verres de lunettes concaves, reconnaissables donc à leur bord épais ;
- par des lentilles de contact offrant un champ visuel plus dégagé que les lunettes et un champ du regard préservé du fait de la mobilité concomitante de la lentille avec l'œil ;
- par la chirurgie qui peut se faire de deux façons : modifier la courbure de la cornée par laser excimer ou mettre en place un implant à l'intérieur de l'œil :
  - le laser excimère va creuser la cornée d’autant plus que la myopie à corriger est forte. Ce creusement peut se faire en surface de la cornée par trois techniques : la photokératectomie réfractive (PKR), le Lasek ou l’épi-lasik[6]. Il peut se faire aussi en profondeur de la cornée après avoir soulevé une fine lamelle appelée volet ou capot : c’est la technique du Lasik. La technique classique pour la découpe du volet utilise un microkératome, sorte de petit rabot. Les techniques modernes de Lasik utilisent pour cette découpe un laser femtoseconde[7]. Plus récemment, une technique de chirurgie réfractive nommée SMILE (Small Incision Lenticule extraction) permet grâce à un laser femtoseconde de retirer un lenticule intracornéen pour corriger la myopie. Comparé au LASIK, l'avantage majeur de la PKR comme du SMILE repose sur la préservation de l'architecture cornéenne, minimisant ainsi le risque de sécheresse oculaire[8] (ce qui a été démontré par de nombreuses études) et potentiellement le risque de déstabilisation cornéenne à moyen et long termes,
  - la mise en place d’un implant à l’intérieur de l’œil permet de la même façon la convergence des rayons sur la rétine. Cet implant peut être placé soit en avant de l’iris soit en arrière, et dans ce cas devant le cristallin ou à la place du cristallin après ablation de celui-ci. En cas de myopie importante, l'implantation de lentilles intra-oculaires semble avoir de meilleurs résultats que le Lasik[9].

Ces interventions chirurgicales présentent des indications, des contre-indications et des risques spécifiques devant être soigneusement pesés avant toute décision,.
- Par le port de lentilles de nuit. Cette technique, appelée orthokératologie[11], consiste à porter des lentilles correctrices pendant la nuit qui aplatissent la cornée. Le temps de port des lentilles varie suivant l'intensité de la myopie. Cette correction n'est pas permanente. En cessant de porter les lentilles correctrices de nuit pendant une quinzaine de jours, la correction disparaît.

## Formes
On peut distinguer beaucoup de formes de myopie en fonction du mécanisme optique en jeu et qui a été déjà évoqué, de l'âge du début, de conditions pathologiques (traumatisme, sclérite, cataracte). Néanmoins, le plus marquant en pratique est le degré de myopie car il est le plus souvent un indice de la plus ou moins grande taille de l'œil. Ainsi, une myopie de moins de 3 dioptries est a priori bénigne, et de plus de 6 dioptries a priori sévère car elle peut traduire un grand œil et par conséquent des tissus distendus et susceptibles de se déchirer (image d'un ballon que l'on gonfle : plus il est gonflé, plus sa paroi est fine ; les forts myopes ont souvent de « beaux » yeux). Il existe une corrélation entre la taille de l'œil et le degré de myopie.
Le plus souvent, la myopie apparaît entre 8 et 12 ans, et progresse lentement jusqu'à 20-25 ans. Mais elle peut aussi débuter à tous les âges, et même après 70 ans (cataracte débutante). Plus le début est précoce, plus la myopie sera sévère.

## Causes
La myopie associe très probablement un terrain génétique avec des facteurs environnementaux.

### Génétique
La taille de l'œil étant manifestement génétiquement déterminée, la plupart des chercheurs pensent que la myopie est héréditaire avec parfois saut d'une génération voire une mutation. Le gène codant la taille de l'œil serait situé sur le chromosome 5. Le gène codant la taille et/ou la courbure de la cornée étant différent, plusieurs combinaisons sont possibles d'où la variabilité du résultat optique final. Certaines études suggèrent que la myopie pourrait être héréditaire jusqu'à 89 %. La myopie peut être dans certains cas liée à d'autres défauts visuels d'origine génétique, par exemple en cas d'achromatopsie CNGB3, dite « achromatopsie avec myopie ».

### Facteurs environnementaux
Un excès de tonus du muscle ciliaire peut entraîner une myopie par spasme ciliaire, plus ou moins durable. De même, l'indice de réfraction du cristallin peut être modifié par une forte exposition à la chaleur (opacité cristallinienne des souffleurs de verres). Dans certaines régions du monde comme en Chine orientale et Asie du sud, la myopie s'est récemment développée pour atteindre « des niveaux épidémiques ». Une hypothèse est donc que certaines myopies ont une origine environnementale. Ainsi, un travail de près soutenu pourrait renforcer les muscles ciliaires qui assurent l'accommodation et diminuerait ainsi la courbure cristallinienne (ce qui augmente son pouvoir réfringent) d'une façon durable. Cette hypothèse serait compatible avec les cas de myopie non axiles ou cornéennes et pourrait être confirmée par les nouveaux moyens de mesures précises de la courbure cristallinienne (échographie UBM et OCT).
Il n'est pas totalement exclu qu'une importante durée de travail sur écran ne soit pourvoyeuse de myopie tardive même si, pour le moment, les études montrent que la fatigue visuelle souvent évoquée ne résulterait que de troubles de la vision déjà présents et non de pathologies acquises[source insuffisante]. Au contraire, il semble qu'une activité extérieure régulière durant l'enfance pourrait prévenir l'apparition de la myopie,.
Il a été suggéré que des causes alimentaires, particulièrement la consommation de sucres rapides, étaient responsables de la forte augmentation de myopes durant les dernières décennies. Les données anthropologiques, ethnologiques, historiques et médicales en faveur de cette hypothèse sont assez fortes.
Un manque de lumière naturelle pourrait aussi être en cause. Un neurotransmetteur produit dans la rétine sous l'effet de la lumière, la dopamine, éviterait en effet la croissance excessive de l'œil pendant l’enfance. Si passer des heures à lire, jouer ou travailler sur un écran favorise la myopie, ce serait parce qu'indirectement l'enfant passe alors beaucoup moins de temps dehors. Selon une étude de 2008, les enfants avides d'activités sollicitant la vision de près avaient trois fois plus de chance d’être myope que ceux qui pratiquent beaucoup d’activités de plein air, et lisaient peu . Ces données sont corroborées par celles d'une étude effectuée à Singapour.
C'est le temps passé dehors, à la lumière naturelle qui semble être le facteur protecteur, et non la pratique d'une activité physique. Passer 40 min en plus dehors, a montré un certain effet protecteur pour au moins 3 ans selon une étude randomisées basée sur près de 2 000 élèves de 6 écoles chinoises dont la moitié avaient bénéficié de 40 min d'activité en extérieur et de conseils aux parents encourageant des activités à l'extérieur hors de l'école.

#### Myopie acquise
Une méta-étude sur l'accommodation et le développement de la myopie met en lumière les mécanismes impliqués et les altérations résultantes. La forte accommodation due au travail oculaire à courte distance et le temps (à force d'accommodations prononcées et prolongées, qui se répètent à haute fréquence sur une très longue période) sont ainsi les principaux facteurs déclenchants.
La myopie progresse par paliers qui sont autant de symptômes. Ainsi il existe d'abord une latence entre le travail de près et le retour à la vision de loin. Surviennent ensuite des spasmes du muscle ciliaire, occasionnant des myopies transitoires en dehors des périodes de travail/accommodation de près. Enfin le cristallin lui-même finit par se déformer de manière non-élastique (il revient de moins en moins à sa forme première), devenant plus courbe ; ce qui modifie et augmente sa puissance — la myopie n'est alors plus transitoire mais définitive.

## Prévalence

Taux de myopie estimé en Asie selon l'année d'arrivée à l'âge de 20 ans.

Évolution du taux de myopie en Europe selon la décennie de naissance (de 1910 à 1970).

La prévalence de la myopie n'a cessé d'augmenter au cours des dernières décennies, notamment chez les enfants et les adolescents. Ce phénomène constaté dans certaines régions d'Asie fait parler d'épidémie,.
En France et dans d'autres pays d'Europe, la myopie concerne environ 20 % des jeunes de moins de 20 ans.[réf. nécessaire]
La myopie gagne du terrain dans le monde entier, mais l’Asie de l'Est a toujours été une zone à part. Entre 60 et 80 % des gens y sont myopes, tandis que la proportion tourne autour des 33 % aux États-Unis, et plutôt de 25 % en Europe.

## Risques et complications
- Une myopie forte peut se compliquer[28],[29] car elle traduit un grand œil (longueur axiale de l'œil supérieure à 25 mm) et par conséquent une rétine distendue, amincie, mal irriguée et susceptible de se déchirer et de causer un décollement de rétine. La prévention du décollement rétinien repose sur la photocoagulation des lésions rétiniennes périphériques au laser Argon[30][source insuffisante] qui a vu ici la première application médicale des lasers (ne pas confondre avec le laser Excimer). En cas de décollement de rétine avéré, le traitement ne peut être que chirurgical.

Le myope se plaint souvent de « mouches » ou corps flottants, qui se déplacent lors des mouvements oculaires. Ces myodésopsies sont liées à la liquéfaction du corps vitré, plus précoce chez le myope, et sont sans gravité lorsqu'ils ne traduisent pas une déchirure rétinienne (un examen de la périphérie rétinienne est nécessaire). Il n’y a pas lieu de s’inquiéter devant la perception de corps flottants, de mouches volantes, de filaments…, mais leur apparition nécessite un examen approfondi de la rétine.
- L'atteinte de la macula (centre de la rétine) est rare mais grave car l'acuité visuelle peut s'effondrer. Elle se révèle par une déformation des objets et surtout de leurs bords.

L'OCT qui visualise la rétine en profondeur est un examen qui permet de surveiller l'état de la rétine en cas de myopie forte. Les causes de baisse d'acuité visuelle sont variées : rupture de la membrane de Bruch, néovaisseaux du myope fort, décollement de rétine, trou maculaire, membrane épirétienne, syndrome de traction vitréo-rétinienne, fovéoschisis.
- La myopie forte est la 4e cause de malvoyance en Europe.
- La cataracte est plus précoce chez le fort myope.
- Le glaucome est un peu plus fréquent chez le myope que dans le reste de la population.

## Traitements
Le port de lunettes de vue ou de lentilles de contact permet de compenser le défaut visuel induit par la myopie, en restituant une vision nette. Toutefois, ces moyens de correction n'agissent pas sur les causes structurelles de la myopie, notamment l'élongation du globe oculaire, et ne freinent pas sa progression.
Les interventions chirurgicales de la myopie permettent de modifier les propriétés optiques de la cornée, principalement au moyen de techniques laser telles que le LASIK, la PKR (photokératectomie réfractive) ou le SMILE (Small Incision Lenticule Extraction). Dans certains cas, notamment lorsque l’épaisseur cornéenne est insuffisante, des implants intraoculaires peuvent être proposés. Ces traitements offrent une correction durable mais n’empêchent pas l’évolution d’une myopie pathologique.
Pour les myopies fortes compliquées de néovascularisation, les traitements anti-VEGF (anti-facteur de croissance de l'endothélium vasculaire) ont montré une efficacité significative dans de nombreuses études.
Plusieurs approches non chirurgicales existent aujourd'hui pour ralentir la progression de la myopie, notamment chez l'enfant. 
Il s'agit, entre autres, de l'utilisation de collyres faiblement dosés en atropine, de lentilles de contact multifocales ou orthokératologiques, ainsi que de dispositifs de traitement par lumière rouge de faible intensité (repeated low-level red-light therapy). Cette dernière technique, consiste à exposer les yeux à une lumière rouge visible (longueur d’onde d’environ 650 nm) à faible intensité, à raison de quelques minutes par jour. Des études récentes ont démontré une réduction significative de l’allongement axial de l'œil chez les enfants suivant ce traitement. Cette technique est particulièrement efficace sur les fortes myopies.
Par ailleurs, certaines recherches suggèrent un rôle bénéfique de l'exposition à la lumière naturelle et des antioxydants dans la prévention ou le ralentissement de la myopie.

## Myopie et intelligence
De nombreuses études ont trouvé des corrélations entre la myopie, d'une part, et l'intelligence et la réussite scolaire, d'autre part. Il n'est cependant pas clair s'il existe une relation de cause à effet.
La relation entre l'intelligence et la myopie fut déjà notée par Karl Pearson et Margaret Moul. Il a été montré par de nombreuses études sur les vrais jumeaux que la myopie est un défaut visuel qui dans la majorité des cas est déterminé génétiquement[source insuffisante],[source insuffisante]. On trouve une corrélation d'à peu près 0,25 entre la myopie et l'intelligence. Cette corrélation a été trouvée dans de nombreuses études menées par Sanford Cohn, Catherine Cohn et Arthur Jensen.
Additionnellement, la myopie pourrait être favorisée par un contexte socio-éducatif privilégié car les activités telles que la lecture et l'écriture demandent un effort de convergence important, pouvant in fine favoriser l'apparition de la myopie. Des études de 2018 sur la direction causale tendent à indiquer que l'éducation prolongée cause la myopie plutôt que l'inverse. Ces remarques ne peuvent cependant pas s'appliquer aux myopes congénitaux dont la myopie est génétiquement déterminée.

## Exercices oculaires
Dans les années 1920, l'ophtalmologiste new-yorkais William Bates proposa une méthode de guérison basée sur des exercices oculaires, mais les études scientifiques n'ont pas montré d'effet significatif et les spécialistes ont rejeté ses théories,,.